# Радивоје Бањичић
Радивоје Бањичић (Црњелово Доње, 1919 — Мајевица, 9. август 1945), познатији као Рајо Бањичић, био је четнички војвода током Другог свјетског рата.

## Биографија
Радивоје Бањичић је рођен 1919. године у семберском селу Црњелово Доње, од оца Цвијетина и мајке Јоке. Основну школу је завршио у родном селу, а осмогодишњу гимназију у Бијељини 1939. године. Професори су му били чувени идеолог Срђан Бакајлић и Никола Мачкић. У Априлском рату је успио да избјегне заробљавање и не признавши капитулацију долази у Семберију. Тада су се већ јасно уочиле отворене геноцидне намјере хрватске државе према српском народу, и Рајо се опредијелио за оружану борбу и отпор у свом родном крају, па је убрзо приступио организовању четничке групе коју је први окупио и водио сељак из Доњег Црњелова Драго Глигић. Захваљујући првенствено снази ове јединице спријечено је знатније страдање Срба овог дијела источне Босне.
Рајо Бањичић је имао петорицу браће, и када су му понудили да заповједа четницима овог краја пристао је, и за примјер је мобилисао сву своју браћу (осим најмлађег Јове који је рођен 1934. годиште). Три брата Бањичића су погинули, сви након завршетка Другог светског рата. Након Рајине погибије 9. августа 1945. године, ОЗНА му хапси брата Милана који је сурово измасакриран, а 18. фебруара 1947. године погинуо је у Бродачком лугу и најстарији Рајин брат Драго. Том приликом је њих седморо ликвидирано; Драго, Тришо Гаврић, Мићо Панић, Станко Кевић, Милан Јакшић, Петар Нешковић и Цица Николић. Злочин је извршен пред зградом општине у Бијељини.

## Борба против окупатора
Јединица у којој се налазио Бањичић, у почетку јачине чете, узела је учешће и у заједничком нападу на Корај 27. новембра 1941. године. Због одређених пропуста, али и због грешака руководства покрета, убрзо је ливкидиран Драго Глигић, а Рајо Бањичић је тада избјегао ликвидацију захваљујући лукавству и изузетним способностима. Због изузетних особина и способности високо је уважан и код власти НДХ и код Нијемаца у Бијељини. Резултати четничке борбе у заштити српског народа били су правно санкционисани мировним споразумом у Лопарама 30. маја 1942. године, чиме је практично призната српска слобода у четвороуглу Бијељина—Брчко—Тузла—Зворник, приближно оно што се данас зове регијом Семберије и Мајевице. Значајан допринос овоме је дао и Рајо Бањичић и тиме усташка нога практично није ни крочила у села Семберије. Од погибије Драге Глигића, Рајо Бањичић је био командант батаљона. Већи војни успјех Раје Бањичића десио се 10. октобра 1942. године у периоду након пролаза партизанских јединица из Шековића за Срем. Тада су усташе под изговором чишћења терена од комуниста хтјеле да уђу у села Семберије, на шта нису имали право по поменутом мировном уговору. Помислили су да су већ довољно јаки да наставе своја злодјела по српских селима и тога 10. октобра усташе из Бијељине покушале су да уђу управо у Црњелово, највеће село Семберије и родно мјесто Раје Бањичића. Рајини борци, 10. октобра заједно са брдским четницима који су ту били на одмору храбро су дочекали непријатеља, а у тој борби погинуо је 21 усташа, док је 13 рањено, а четници су имали неупоредиво мање посљедица.
Сачуван је и објављен текст записника који је поводом овог инцидента и кршења примирја потписао командант Бијељинског четничког батаљона Рајо Бањичић и представник хрватске војске потпуковник Цвиљушац. Из овог документа преносимо ријечи Раје Бањичића које одсликавају лик и моралну величину овог младог српског команданта. Рајо Бањичић је, дакле 1941. и 1942. године, иако тек са своје 23 године, уживао велики углед као главни заштитник српског народа у Семберији. Исто тако поштовање и респект је имао од стране непрајатеља, што се да видјети из раније цитираног документа како се према њему са максималним уважавањем опходи један непријатељески потпуковник који је имао преко 50 година, и по годинама је могао бити отац Раји. Сјећања учесника описаног догађаја од 10. октобра 1942. године говоре је тада било и више мртвих усташа од наведеног броја, а да су одлучујући допринос дали Бижићеви и Керовићеви четници и да се ту на одмарању задесио и познати Лекин командант батаљона Јово Радић.

## Смрт
Дана 9. августа 1945. године, на Мајевици, под Дебелом липом, на мјесту званом Рупањ, убијен је Рајо Бањичић и његов командант Стеван Дамјановић Леко. Непосредно прије погибије Бањичић и Дамјановић су се крили у шумама у околини Саве и тражили згодну прилику да успоставе везу са војводом Радивојем Керовићем. Сигурно је да су Лека и Рајо тада убијени, премда тијела никада нису пронађена, јер су послије погибије бачена у једну дубоку, неприступачну вододерину (у близини села Патраш). Дуго времена касније, на мјесту погибије је пронађена кост, али никада није поуздано утврђено да ли је припадала некоме од убијених. Постоји могућност да су их растргле дивље звери, али није искључено ни да их је, касније неко трајно пренео и сахранио на другом мјесту.